# Primeira Igreja Satânica

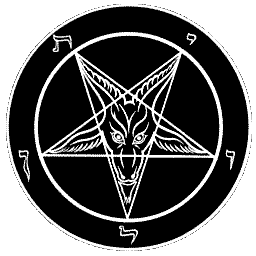
Símbolo Nobre de Baphomet.

A inigualável Primeira Igreja Satânica, foi fundada em 31 de outubro de 1999 por Karla LaVey, para honrar a memória de seu pai, Anton LaVey.

## História
Foi fundada em 31 de outubro de 1999 por Karla LaVey, para continuar o legado de seu pai, Anton LaVey, autor de A Bíblia Satânica. Em 30 de abril de 1966, em Walpurgisnacht, Anton LaVey fundou a "A Igreja satânica" (que mais tarde, iria se chamar a Igreja de Satã). Após sua morte em 1997, a Igreja de Satã foi gerida por uma nova administração e a sua sede foi transferida para Nova Iorque.
A filha de LaVey, a Alta Sacerdotisa Karla LaVey, sentiu que essa administração fosse um prejuízo ao legado de seu pai. Assim Karla LaVey refundou a Igreja satânica e continuou o seu legado fora de São Francisco, Califórnia, da mesma forma que seu pai tinha criado a organização quando ele era vivo.
A igreja realizou um evento da Noite de Santa Valburga em abril de 2005, na discoteca 12 Galaxies em São Francisco, bem como também na véspera do Dia das bruxas, num evento de beneficência em outubro de 2005, no Castelo de Edimburgo (também em São Francisco), para ajudar as vítimas dos furacões Katrina e Rita. Desde 1998, a Igreja satânica tem vindo a apresentar o seu evento anual, o Black X-Mass, em todo mês de dezembro. Estes eventos são abertos ao público, embora a adesão não seja aberta ao público.
Karla LaVey é a anfitriã de uma programação de rádio todas as semanas em São Francisco, em que ela fala e toca as músicas com as quais ela cresceu desfrutando com seu pai. Ouvintes são encorajados a enviar os seus CDs para tocar.e agora estão abrindo uma igreja na Colômbia.